# Franciszek Sznajde

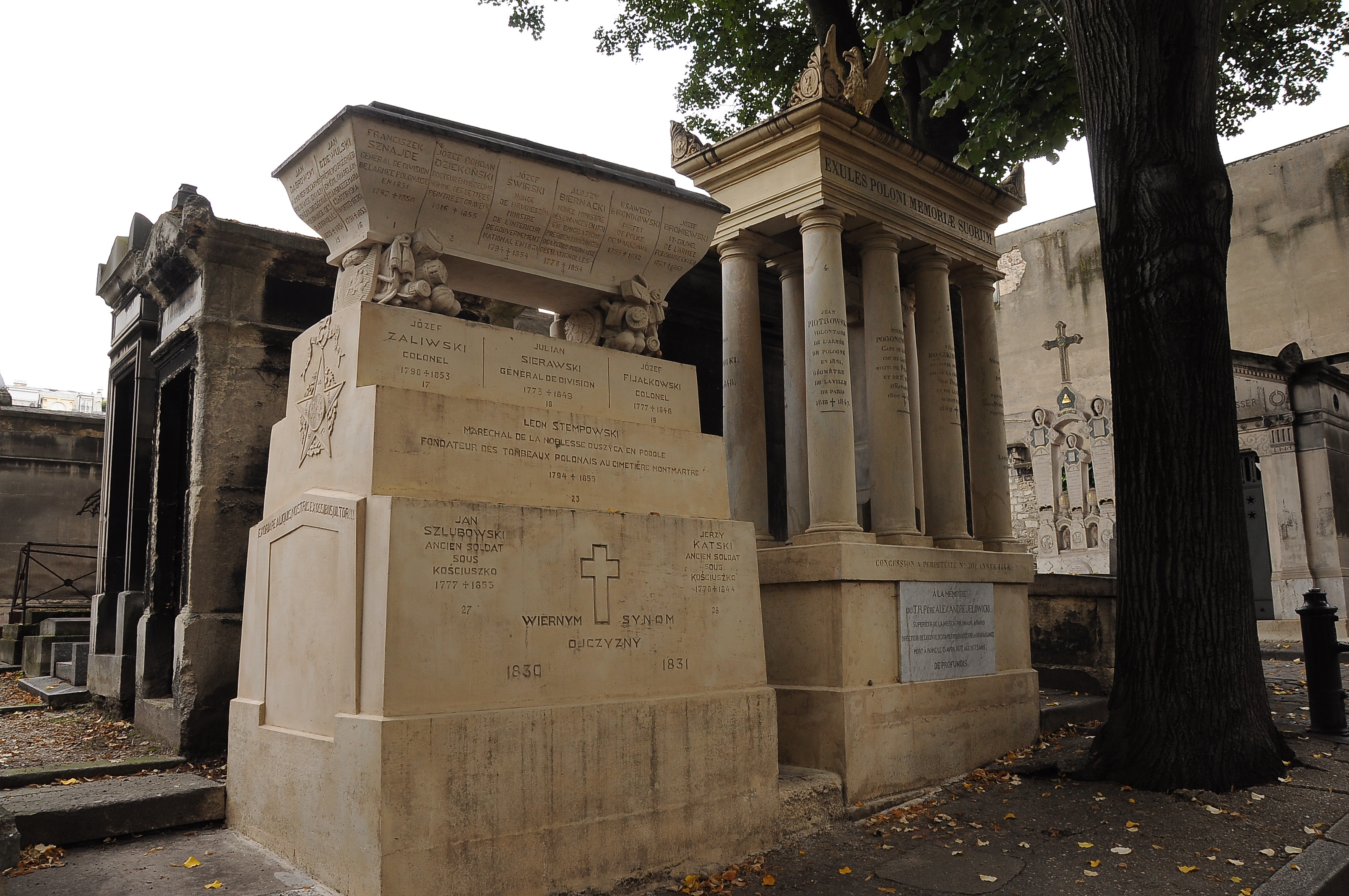
Grób na cmentarzu Montmartre (po lewej stronie)

Franciszek Sznajde (Schajdy) vel Sznajder (ur. 8 października 1790 w Warszawie, zm. 13 grudnia 1850 w Grenelle koło Paryża) – generał brygady Wojska Polskiego.

## Życiorys
Franciszek Sznajde urodził się 8 października 1790 roku w Warszawie.
W styczniu 1808 został podsekretarzem w Ministerium Wojny Księstwa Warszawskiego. 15 kwietnia 1809 został kadetem 2 Pułku Ułanów, z którym uczestniczył w kampaniach napoleońskich 1809, 1812 i 1813. Walczył pod Raszynem, Smoleńskiem i Borodino, a w 1813 w obronie Gdańska, za co został awansowany na porucznika.
13 lutego 1815 rozpoczął służbę w 2 Pułku Strzelców Konnych, w którym był między innymi instruktorem woltyżerki, a w 1817 roku adiutantem pułku. 27 grudnia 1830 został dowódcą Korpusu Żandarmerii. 7 lutego 1831 Wódz Naczelny, Michał Gedeon Radziwiłł wydał rozkaz o przeformowaniu Korpusu Żandarmerii w Dywizjon Karabinierów Konnych, pododdział jazdy przeznaczony do służby w polu. 31 marca 1831 na czele dywizjonu szarżował pod Dębem Wielkim. W czasie powstania listopadowego był trzykrotnie awansowany. 28 lipca 1831 otrzymał rangę generała brygady. 21 sierpnia objął dowództwo I Brygady Jazdy należącej do 3 Dywizji Jazdy. Brał udział w wyprawie Ramorina przeciwko Rosenowi, w czasie której odznaczył się pod Krynką (28 sierpnia) i Międzyrzeczem (29 sierpnia). W nocy z 17 na 18 września tego roku wraz z korpusem przekroczył granicę Galicji.
Emigrował do Francji i osiadł w Strasburgu. Prowadził działalność społeczną i polityczną. Uczestniczył w pracach Komitetu gen. Józefa Dwernickiego i Komisji Funduszy Emigracyjnych (1834-1838), Towarzystwa Historyczno-Literackiego oraz Towarzystwa Wychowania Narodowego Dzieci Wychodźców Polskich. Od 1846 był członkiem Towarzystwa Demokratycznego Polskiego. W czasie wiosny ludów powrócił do kraju. Został członkiem Komitetu Narodowego w Krakowie. Opracował plan walk ulicznych w Krakowie. Po niepowodzeniu powstania, nad którym zaciążyło widmo rzezi galicyjskiej powrócił do Francji i kontynuował działalność w TDP.
W 1849 wyjechał do Niemiec, gdzie jako dowódca sił zbrojnych Palatynatu brał udział w powstaniu w Palatynacie. Zmarł 13 grudnia 1850 roku w Grenelle koło Paryża. Został pochowany na Cmentarzu Montmartre w Paryżu.
Generał Franciszek Sznajde jest patronem Mazowieckiego Oddziału Żandarmerii Wojskowej i Gimnazjum Nr 28 w Warszawie.

## Awanse służbowe
- podporucznik 13 listopada 1809
- porucznik 12 marca 1813[1]
- kapitan 3 kwietnia 1820[1]
- major 26 maja 1821[1]
- podpułkownik 9 marca 1831[1]
- pułkownik 6 kwietnia 1831[1]
- generał brygady 28 lipca 1831[1]

## Ordery i odznaczenia
- Krzyż Złoty Orderu Virtuti Militari – 16 marca 1831[4]
- Kawaler Orderu Legii Honorowej – 12 czerwca 1813[1][3]